# Nécropole nationale du Wettstein
Pour un article plus général, voir Sites funéraires et mémoriels de la Première Guerre mondiale (Front Ouest).
La nécropole nationale du Wettstein est un cimetière militaire français de la Première Guerre mondiale situé sur la commune d'Orbey, dans le département français du Haut-Rhin.
Il abrite les sépultures de 3 535 soldats français tués principalement lors des combats du Linge, dont 1 334 sont inhumés dans deux ossuaires.
La plupart de ces soldats sont des chasseurs alpins, ce qui vaut à cette nécropole le surnom de « cimetière des chasseurs ».

## Histoire
Ce cimetière est créé en 1915, essentiellement en tant que cimetière provisoire, pendant que se déroulent à proximité les combats du Linge. Il est ensuite aménagé entre 1919 et 1926, puis de 1932 à 1935 pour rassembler les corps exhumés d'autres cimetières provisoires.
En 1939, une croix commémorative portant l'inscription « PAX » (paix) est inaugurée, afin de remplacer une croix primitive en bois érigée en 1915 par le lieutenant Boisson du 11e bataillon de chasseurs alpins. À sa base, une sculpture en bronze représente un chasseur agonisant, lâchant son fusil.

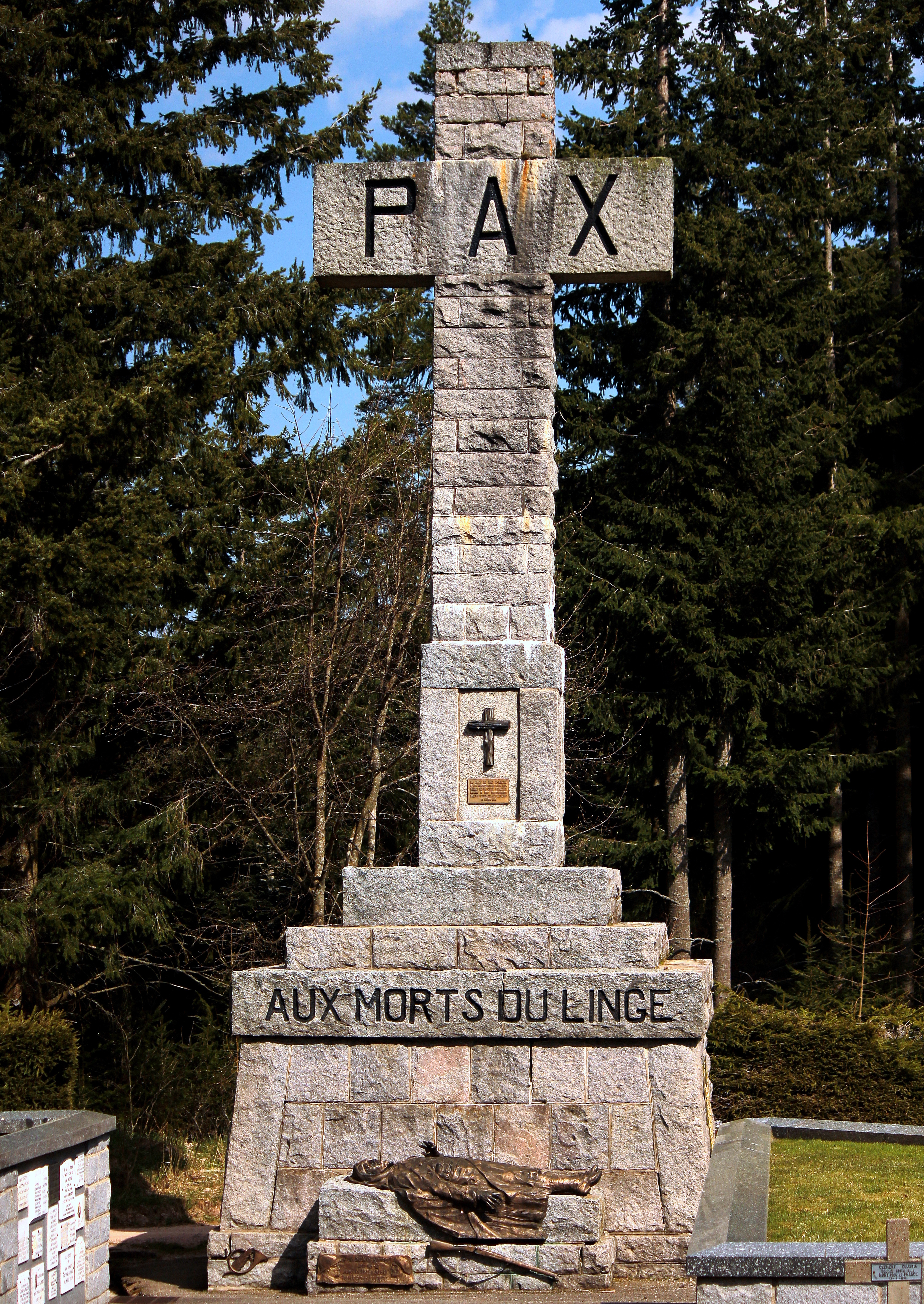
La croix du cimetière.
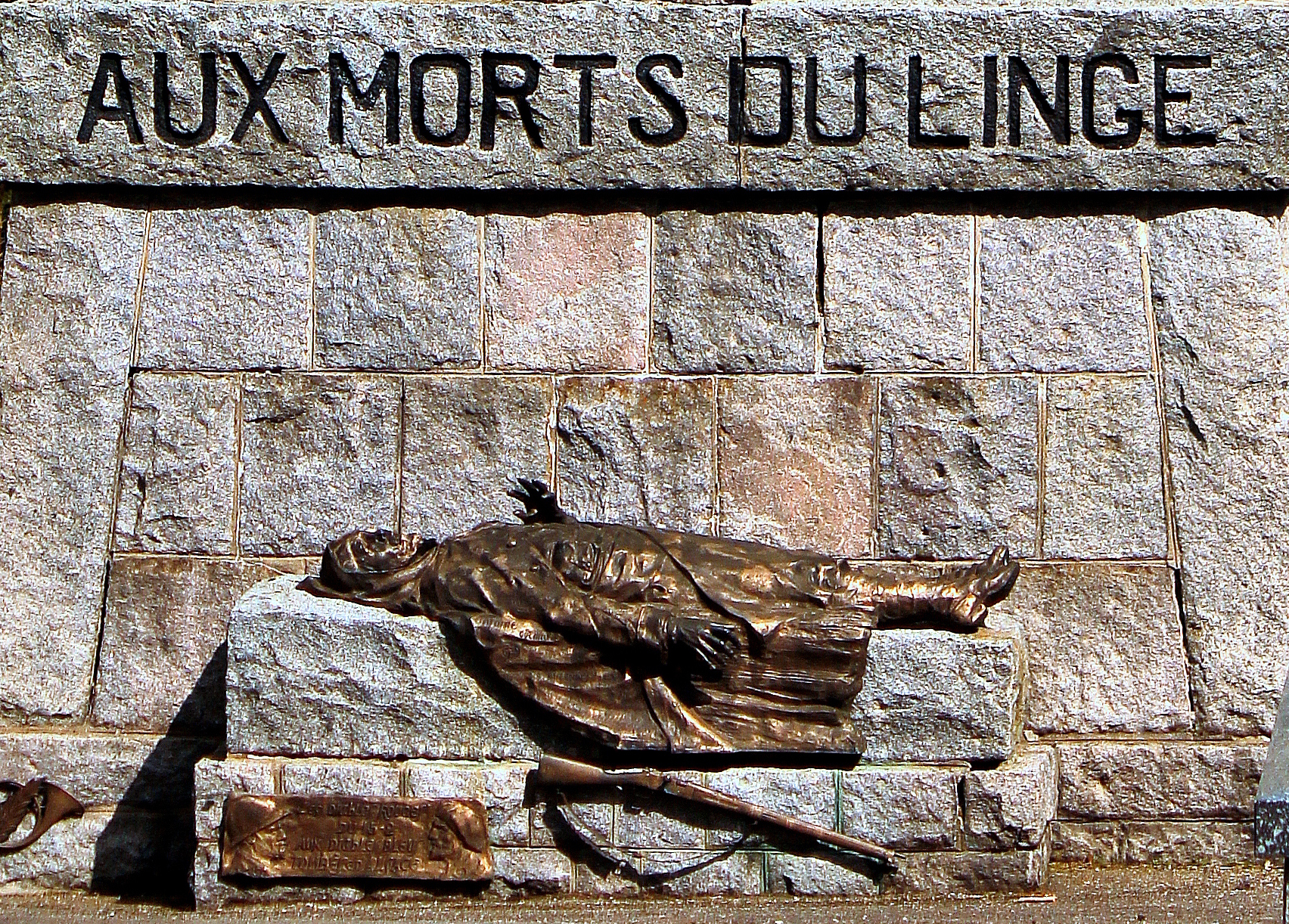
Le gisant.

Les deux ossuaires sont créés en 1968.